# Kibuye

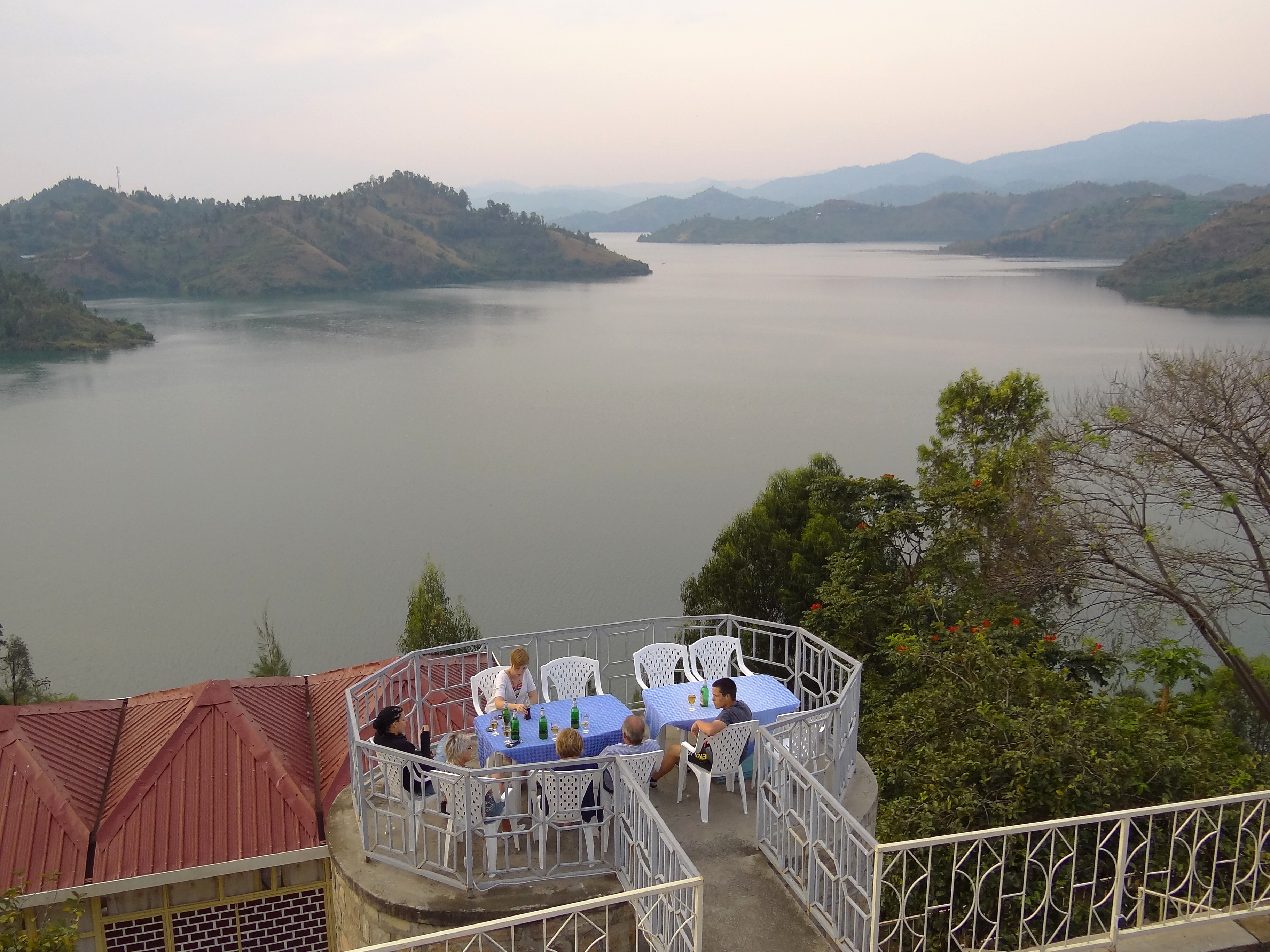

Kibuye is een stad in het westen van Rwanda in de Westelijke provincie. Het ligt op de oostelijke oever van het Kivumeer en het staat bekend om zijn stranden. Hier staat tevens een groot monument ter nagedachtenis aan de genocide van halverwege de jaren negentig. Er werden toen veel Tutsi’s vermoord en in het meer gegooid. Vlak bij de stad liggen de Ndaba watervallen.